# 監副
監副，中國古代官職之一。在清朝，此官職配置於朝廷之欽天監，品等為正六品。該官職主要輔佐欽天監監內主官，從事天文曆法之業務。1910年代，清朝滅亡後，該官職廢除。